# إفشاء السر
- السِّرُّ لغة: هو الحديث المكتم في النفس.[1]

وهو خلاف الإعلان، يقال: أسررت الشيء إسرارًا خلاف أعلنته.
وسارَّه: إذا أوصاه بأن يُسرَّه، وتَسارَّ القومُ. وكنَّي عن النكاح بالسِّرِّ من حيث إنه يخفى.
- الإفشاء لغة: فَشا الخبر أي: انتشر وذاع، وأفْشاهُ غيره، وتَـفَشَّى الشيء، أي: اتسع، وفشا الشيء: ظهر [3]
- إفشاء السرهو: تعمد الإفضاء بسرٍّ من شخص ائتمن عليه، في غير الأحوال التي توجب فيها الشريعة الإسلامية الإفضاء.

## النهي عن إفشاء السِّر وذَمِّهِ في القرآن الكريم
قال تعالى (في سورة الأنفال):
﴿يَا أَيُّهَا الَّذِينَ آمَنُوا لَا تَخُونُوا اللَّهَ وَالرَّسُولَ وَتَخُونُوا أَمَانَاتِكُمْ وَأَنْتُمْ تَعْلَمُونَ ۝٢٧ وَاعْلَمُوا أَنَّمَا أَمْوَالُكُمْ وَأَوْلَادُكُمْ فِتْنَةٌ وَأَنَّ اللَّهَ عِنْدَهُ أَجْرٌ عَظِيمٌ ۝٢٨﴾ [الأنفال:27–28]
قال ابن كثير: (كانوا يسمعون من النبي ﷺ الحديث فيفشونه حتى يبلغ المشركين. وقال عبد الرحمن بن زيد بن أسلم: نهاكم أن تخونوا الله والرسول، كما صنع المنافقون).
قال بعضهم: نزلت في منافق كتب إلى أبي سفيان يطلعه على سرِّ المسلمين.
ومعنى الآية: (أي ولا تخونوا أماناتكم فيما بين بعضكم وبعض، من المعاملات المالية وغيرها، حتى الشئون الأدبية والاجتماعية، فـإفشاء السر خيانة محرمة).
قال تعالى (في سورة التحريم): ﴿وَإِذْ أَسَرَّ النَّبِيُّ إِلَى بَعْضِ أَزْوَاجِهِ حَدِيثًا فَلَمَّا نَبَّأَتْ بِهِ وَأَظْهَرَهُ اللَّهُ عَلَيْهِ عَرَّفَ بَعْضَهُ وَأَعْرَضَ عَنْ بَعْضٍ فَلَمَّا نَبَّأَهَا بِهِ قَالَتْ مَنْ أَنْبَأَكَ هَذَا قَالَ نَبَّأَنِيَ الْعَلِيمُ الْخَبِيرُ ۝٣﴾ [التحريم:3]
قال القاسمي: (أشار تعالى إلى غضبه لنبيِّه مما أتت به من إفشاء السرِّ إلى صاحبتها، ومن مظاهرتهما على ما يقلق راحته، وأن ذلك ذنب تجب التوبة منه).
قال الطبري: («فَلَمَّا نَبَّأَهَا بِهِ»: فلما أخبرت بالحديث الذي أسر إليها رسول الله ﷺ صاحبتها وأظهره عليه).
قال تعالى (في سورة النساء): ﴿وَإِذَا جَاءَهُمْ أَمْرٌ مِنَ الْأَمْنِ أَوِ الْخَوْفِ أَذَاعُوا بِهِ وَلَوْ رَدُّوهُ إِلَى الرَّسُولِ وَإِلَى أُولِي الْأَمْرِ مِنْهُمْ لَعَلِمَهُ الَّذِينَ يَسْتَنْبِطُونَهُ مِنْهُمْ وَلَوْلَا فَضْلُ اللَّهِ عَلَيْكُمْ وَرَحْمَتُهُ لَاتَّبَعْتُمُ الشَّيْطَانَ إِلَّا قَلِيلًا ۝٨٣﴾ [النساء:83]
قال ابن عباس: (قوله ((أَذَاعُواْ بِهِ))، قال: أعلنوه وأفشوه)، وقال الطبري: (قوله تعالى:((أَذَاعُواْ بِهِ)): أي أفشوه وبثُّوه في الناس).
قال تعالى (في سورة الإسراء):
((..وَأَوْفُوا بِالْعَهْدِ ۖ إِنَّ الْعَهْدَ كَانَ مَسْئُولًا ))
والسِّر الذي يستودعه أحدهم عندك أو يفضي به إليك، هو من باب العهد الذي أمر الله بالوفاء به وعدم خيانته.

## النهي عن إفشاء السِّرِ وذَمِّهِ في السُّنة النَّبَوية
قال المناوي: (أي لا ينبغي إلا ذلك، فلا يحلُّ لأحدهم أن يفشي سرَّ غيره).
قال النووي: (في هذا الحديث تحريم إفشاء الرجل ما يجري بينه وبين امرأته من أمور الاستمتاع، ووصف تفاصيل ذلك، وما يجري من المرأة فيه من قول أو فعل ونحوه).
وقال المناوي: («ثم ينشر سرَّها»: أي يبثُّ ما حقُّه أن يكتم من الجماع، ومقدماته، ولواحقه، فيحرم إفشاء ما يجري بين الزوجين من الاستمتاع، ووصف تفاصيل ذلك بقول أو فعل).
(لم يقل له: أنا لا أريدها، لا رغبة لي فيها، أو أنا لا أريد الزواج أصلاً، بل هو له رغبة بها لو كان النبي ﷺ لم يذكرها، فسكت، فلما تبين لعمر  بعد ذلك ما تبين أخبره أبو بكر ، فهذا فيه الأمانة، ولا يصح بحال من الأحوال أن الإنسان يُخبَر عن أمر، ويُطلَب منه كتمانه، ولو لم يُطلَب فمثل هذه الأمور أصلاً هي بالسر)
قال ابن حجر: (وفيه أن من حلف لا يفشي سرَّ فلان، فأفشى فلان سرَّ نفسه، ثم تحدَّث به الحالف لا يحنث؛ لأنَّ صاحب السرِّ هو الذي أفشاه، فلم يكن الإفشاء من قبل الحالف، وهذا بخلاف ما لو حدث واحد آخر بشيء واستحلفه ليكتمه، فلقيه رجل فذكر له أنَّ صاحب الحديث حدَّثه بمثل ما حدَّثه به، فأظهر التعجُّب وقال: ما ظننت أنَّه حدَّث بذلك غيري؟! فإنَّ هذا يحنث؛ لأنَّ تحليفه وقع على أنَّه يكتم أنَّه حدَّثه، وقد أفشاه).

## أقوال العلماء والسلف عن إفشاء السِّر
| إفشاء السر | (إنَّ من الخيانة أن تحدِّث بسرِّ أخيك). | إفشاء السر |

| إفشاء السر | (وإظهار الرجل سرَّ غيره أقبح من إظهاره سرَّ نفسه؛ لأنَّه يبوء بإحدى وصمتين: الخيانة إن كان مؤتمنًا، أو النَّمِيمَة إن كان مستودعًا، فأما الضرر فربما استويا فيه وتفاضلا. وكلاهما مذموم، وهو فيهما ملوم). | إفشاء السر |

| إفشاء السر | (إذاعة السرِّ من قلة الصبر، وضيق الصدر، وتوصف به ضعفة الرجال، والصبيان، والنساء). | إفشاء السر |

| إفشاء السر | (ما أفشيت سرِّي إلى أحد إلا أعقبني طول الندم، وشدة الأسف، ولا أودعته جوانح صدري فحكمته بين أضلاعي، إلا أكسبني مجدًا، وذكرًا، وسناء، ورفعة. فقيل: ولا ابن العاص . قال: ولا ابن العاص . وكان يقول: ما كنت كاتمه من عدوِّك، فلا تظهر عليه صديقك). | إفشاء السر |

| إفشاء السر | (إنَّ سِرَّك من دمك، فانظر أين تريقه). | إفشاء السر |

| إفشاء السر | (مَن حصَّن بالكتمان سرَّه تمَّ له تدبيره، وكان له الظفر بما يريد، والسلامة من العيب والضرر، وإن أخطأه التمكن والظفر، والحازم يجعل سرَّه في وعاء ويكتمه عن كلِّ مستودع، فإن اضطره الأمر وغلبه أودعه العاقل الناصح له؛ لأنَّ السرَّ أمانة، وإفشاؤه خيانة، والقلب له وعاؤه؛ فمن الأوعية مَا يضيق بما يودع، ومنها مَا يتسع لما استودع). | إفشاء السر |

- وقال بعضهم: (ما أقبح بالإنسان أن يخاف على ما في يده من اللصوص فيخفيه، ويمكِّن عدوَّه من نفسه بإظهاره ما في قلبه من سرِّ نفسه وسرِّ أخيه؛ ومن عجز عن تقويم أمره، فلا يلومنَّ إلا نفسه إن لم يستقم له).[21]
- وقد قيل أنَّ أمامة بنت الحارث أوصت ابنتها أم إياس بنت عوف بن محلم الشيباني لما حان زفافها بعمرو بن حجر ملك كندة، بوصية قالت فيها:  (فلا تعصينَّ له أمرًا، ولا تفشينَّ له سرًّا، فإنَّك إن خالفت أمره أوغرت صدره، وإن أفشيت سرَّه لم تأمني غدره).[24]

- قال الماوردي: (وفي الاسترسال بإبداء السرِّ دلائل على ثلاثة أحوال مذمومة:

1. إحداها: ضيق الصدر، وقلة الصبر، حتى أنَّه لم يتسع لسرِّ، ولم يقدر على صبر.
2. والثانية: الغفلة عن تحذر العقلاء، والسهو عن يقظة الأذكياء. وقد قال بعض الحكماء: انفرد بسرك ولا تودعه حازمًا فيزل، ولا جاهلًا فيخون.
3. والثالثة: ما ارتكبه من الغدر، واستعمله من الخطر. وقال بعض الحكماء: سرُّك من دمك، فإذا تكلمت به فقد أرقته).[19]

## أقسام وصور إفشاء السر

### إفشاء السر المذموم
1. إفشاء سر الأهل والأقارب والأصدقاء والمسلمين كلهم بشكل عام.
2. إفشاء أسرار الدولة أو مؤسساتها.
3. إفشاء الأسرار الزوجية.
4. إفشاء وإعلان الذنوب التي يقع فيها المسلم والمجاهرة بها:

| إفشاء السر | عن أبي هريرة قال: سمعت رسول الله ﷺ يقول: ((كلُّ أمتي معافى إلا المجاهرين، وإن من المجاهرة أن يعمل الرجل بالليل عملًا ثم يصبح وقد ستره الله؛ فيقول: يا فلان عملت البارحة كذا وكذا، وقد بات يستره ربه، ويصبح يكشف ستر الله عنه)) | إفشاء السر |

### إفشاء السر المحمود
هذا وإفشاء السر في الأصل مذموم، ولا يُحمد إلا في حالات خاصة، منها:
1. في سبيل المصلحة العامة للإسلام والمسلمين: مثال ذلك، رأس المنافقين عبد الله بن أبي ابن سلول لما قال: ((لَئِن رَّجَعْنَا إِلَى الْمَدِينَةِ لَيُخْرِجَنَّ الأَعَزُّ مِنْهَا الأَذَلَّ)) [المنافقون: 8]، وسَمِعَ بذلك زيد بن أرقم، فأخبر رسول الله ﷺ بما قاله ابن سلول.[26]
2. في سبيل أداء الشهادة عند القاضي لإحقاق الحق: فقد نهى الله تعالى عن كتمان الشهادة فقال (في سورة البقرة): ((..وَلاَ تَكْتُمُواْ الشَّهَادَةَ وَمَن يَكْتُمْهَا فَإِنَّهُ آثِمٌ قَلْبُهُ..)).

بالعموم، فإن إفشاء السر يكون جائزاً في حالات منها:
- أن يؤدي الكتمان إلى ضرر أكبر من ضرر الإفشاء.
- أن يكون السبب الداعي للكتمان قد انقضى وزال.
- أن يكون صاحب السر قد مات، وإفشاء سره لا يكون فيه عليه مضرة أو إساءة.
- ويجوز أيضاً لدفع الخطر عن نفسه أو غيره.[27]

## ضوابط البوح بسِّر النفس
قال الماوردي: (واعلم أن من الأسرار ما لا يستغنى فيه عن مطالعة صديق مساهم، واستشارة ناصح مسالم. فليختر العاقل لسرِّه أمينًا إن لم يجد إلى كتمه سبيلًا، وليتحرَّ في اختيار من يأتمنه عليه، ويستودعه إياه. فليس كلُّ من كان على الأموال أمينًا كان على الأسرار مؤتمنًا. والعفة عن الأموال أيسر من العفة عن إذاعة الأسرار؛ لأنَّ الإنسان قد يذيع سرَّ نفسه ببادرة لسانه، وسقط كلامه، ويشحُّ باليسير من ماله، حفظًا له وضنًّا به، ولا يرى ما أذاع من سرِّه كبيرًا في جنب ما حفظه من يسير ماله، مع عظم الضرر الداخل عليه. فمن أجل ذلك كان أمناء الأسرار أشد تعذرًا، وأقل وجودًا من أمناء الأموال. وكان حفظ المال أيسر من كتم الأسرار؛ لأنَّ أحراز الأموال منيعة، وأحراز الأسرار بارزة يذيعها لسان ناطق، ويشيعها كلام سابق).

## من شعر العرب في السِّر وكتمانه
قال محمد بن إسحاق الواسطي:
قال المنتصر بن بلال الأنصاري:
وقال آخر.: